# 王冠豪
王冠豪（英語：Gary Wong Kwun Ho），是一位香港電影研究者，目前正營運電影網站《電影朝聖》。

## 生平
王冠豪於1970年代出生於香港九龍城侯王道的獅子會母嬰健康院，祖籍潮州。他的祖父和祖母在第二次世界大戰前後分別移民到香港，並定居在新蒲崗。王曾居於土瓜灣和觀塘，童年主要在土瓜灣成長，並於1990年代在觀塘就讀中學。他在假日亦偶爾會與祖父母暫居新蒲崗。他於1991年搬到沙田。王持有圖書與資訊科學碩士，並於亞洲金融風暴期間大學畢業，因此他起初只打算找一份穩定的工作。他曾擔任物業管理員、圖書館助理館長、香港旅遊發展局資料整理員。他在一次陪同日本朋友參觀如《無間道》等香港經典電影場景時對電影取景產生興趣，並開始研究和走訪這些取景地點，在網誌撰文記錄。他後認識了英法雙語電影網站Hong Kong Cinemagic的創辦人，並獲對方邀稿，在該網站中發佈網誌。
王於兩年後辭去旅發局的工作，並於2010年創辦電影網站《電影朝聖》。2011年，王出版了一本同名為《電影朝聖》的資料集，介紹了200多個來自香港或外國電影的拍攝地點。他於2014年出版《電影美食朝聖遊》，介紹餐廳等和美食有關的電影拍攝場地，並再2017年出版以介紹台灣取景場地為主題的《電影朝聖：台灣》。

## 著作
- 《電影朝聖》（2011年）[7]
- 《電影美食朝聖遊》（2014年）[8]
- 《電影朝聖：台灣》（2017年）[9]